# Raudnei Aniversa Freire
Raudnei Aniversa Freire (sinh ngày 18 tháng 7 năm 1965) là một cầu thủ bóng đá người Brasil.

## Sự nghiệp câu lạc bộ
Raudnei Aniversa Freire đã từng chơi cho Kyoto Purple Sanga.

## Thống kê câu lạc bộ

### J.League
| Đội                | Năm       | J.League | J.League | J.League Cup | J.League Cup | Tổng cộng | Tổng cộng |
| Đội                | Năm       | Trận     | Bàn      | Trận         | Bàn          | Trận      | Bàn       |
| ------------------ | --------- | -------- | -------- | ------------ | ------------ | --------- | --------- |
| Kyoto Purple Sanga | 1996      | 5        | 0        | 10           | 5            | 15        | 5         |
| Tổng cộng          | Tổng cộng | 5        | 0        | 10           | 5            | 15        | 5         |